# Babák (Prága)

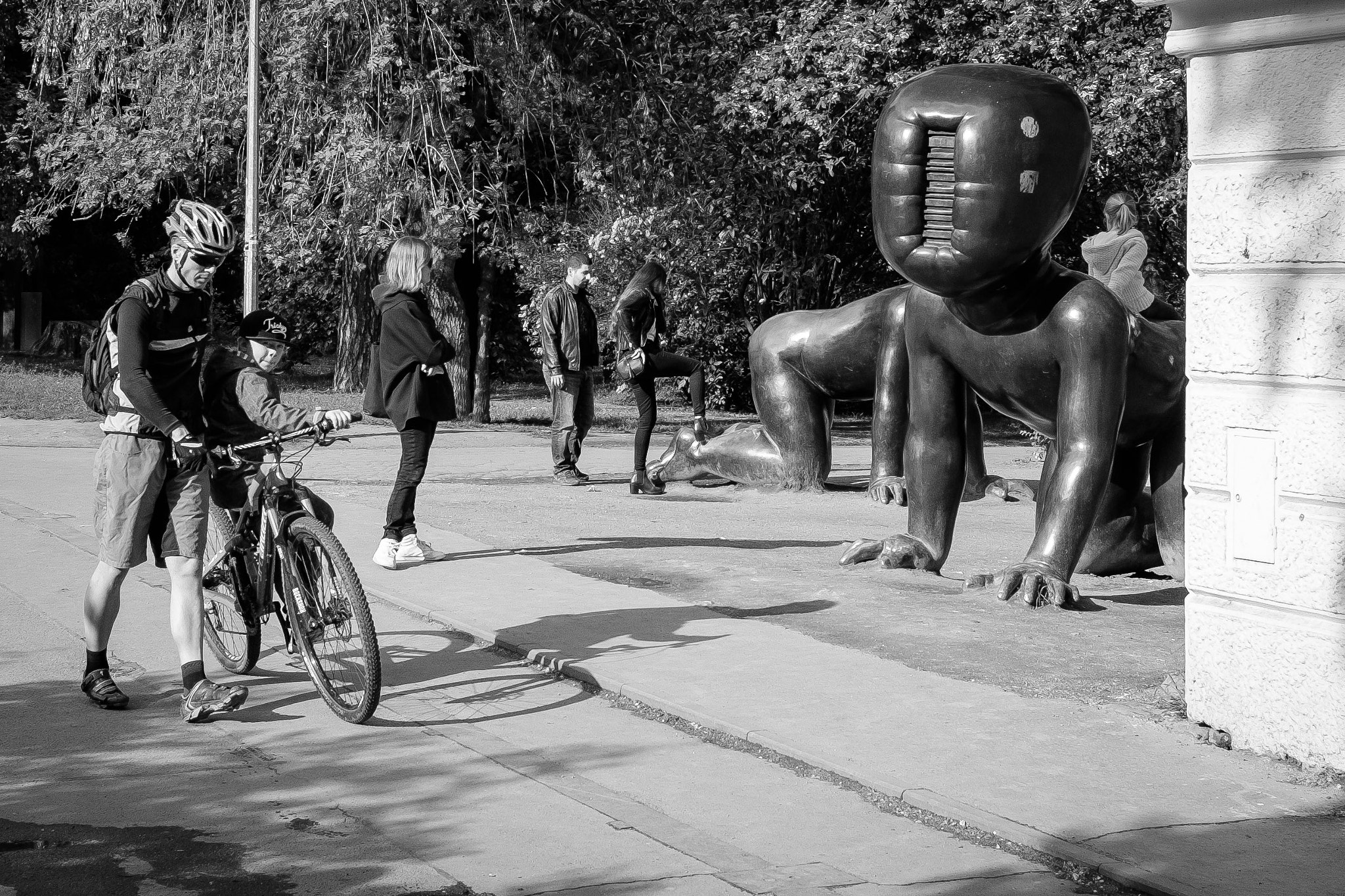
Babák a Kampa Múzeum előtt

A Babák (Miminka) a világhírű kortárs szobrász David Černý szoborcsoportja(i). A szobrok alakja és mérete azonos, de elhelyezésük, anyaguk és színük eltérő. A negatív orrú óriáscsecsemők változatos helyeken négykézláb iparkodnak ismeretlen céljaik felé.

## Történetük
Černý az első, fekete babát 1995-ban chicagóban készítette el a Modern Művészetek Múzeumának kiállítására. A kiállítás bezárása után számos helyen megfordult, így például 1999-ben Londonban, a cseh nagykövetségen mászkált.
2000-ben Prága volt Európa kulturális fővárosa, és ideiglenesen engedélyezték, hogy Žižkovban a tévétornyot tíz üvegszálas, óriás baba lepje el. Ez annyira tetszett a helyieknek, hogy a babák a cím továbbadása után is maradhattak. Mivel csak messziről és távcsővel láthatók jól, 2020 óta a Kampa parkban a Kampa Múzeumnál három, egyenként 800 kilós bronz testvérkéjük is négykézlábazik.